# معركة كونين

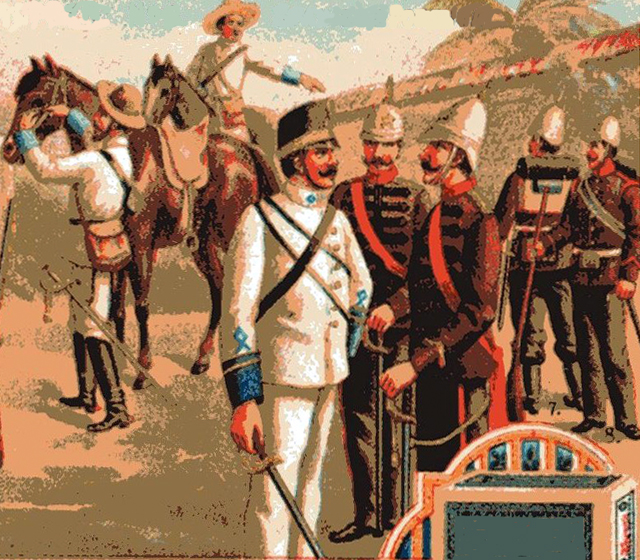
القوات الاستعمارية البرتغالية (حوالي عام 1900).

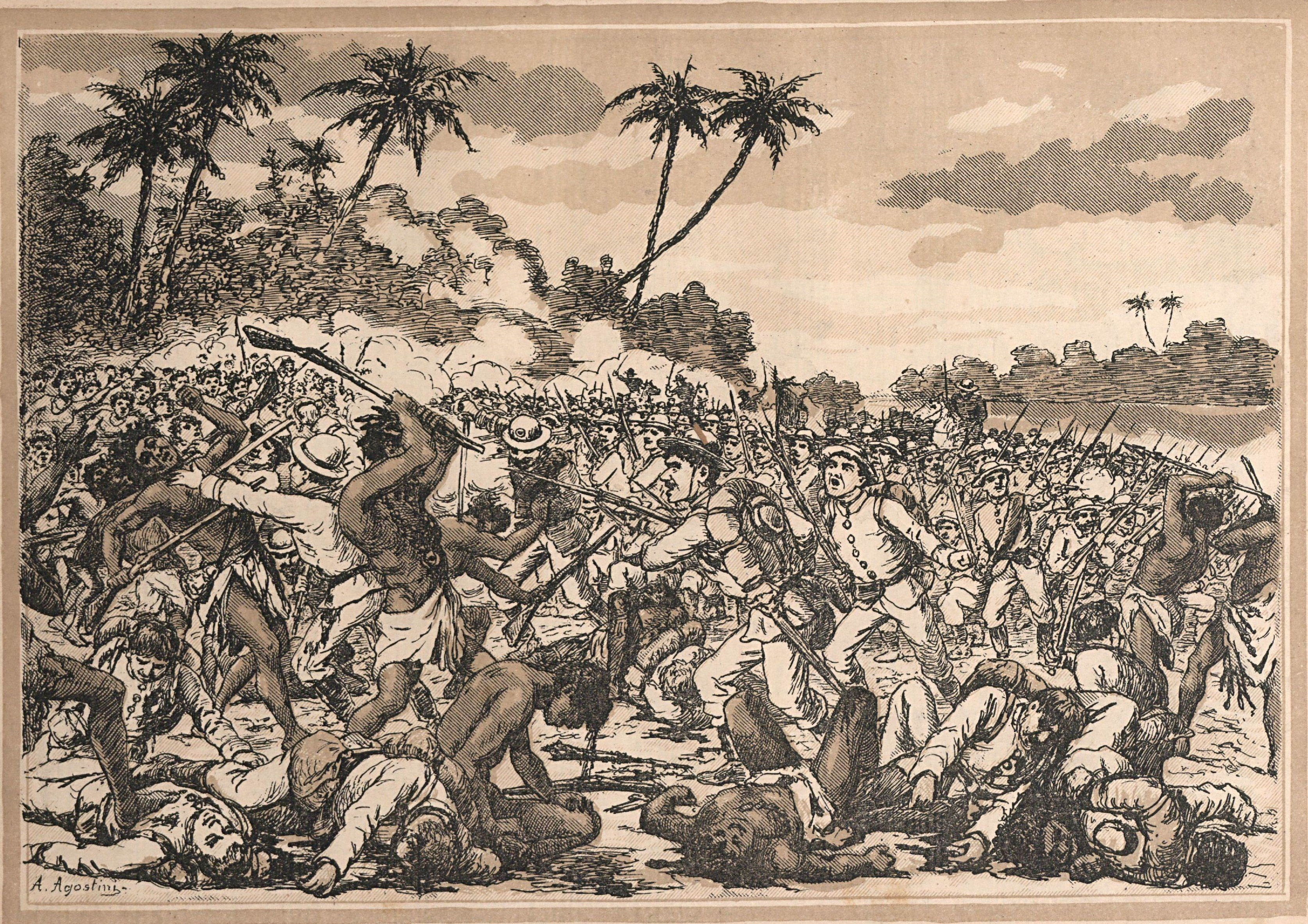
كمين كوانهاما في تطهير غابة بالقرب من نهر كونين (أنغولا) (أنجيلو أجوستيني من مجلة «أو مالهو»، 1904).

في معركة نهر كونين، هُزمت القوات الاستعمارية البرتغالية من قبل المحاربين الأنغوليين أوفامبو في 25 سبتمبر 1904. لقد كانت الهزيمة واحدة من أعنف هزائم في تاريخ الإمبراطورية البرتغالية منذ معركة وادي المخازن عام 1578، وهي مماثلة لهزيمة بريطانية في إيساندلوانا ضد زولو (1879)، والهزائم الإيطالية في دوغالي (1887) وفي عدوة (1896) ضد الإثيوبيين وهزيمة الإسبان في مليلية (1909) وسنوي (1921) ضد الريف.
بعد إخضاع شعب نكومبي، تقدمت القوات البرتغالية من هويلا جنوبًا إلى الأراضي التي طالبت بها البرتغال للتو ولكنها لم تكن تحت السيطرة بعد. وفي نهر كونين، واجهوا مقاومة شعبين من شعب أوفامبو هما: كواماتو، وكوانهاما، بقيادة ملكهما Tchetekelo. عندما عبرت وحدة متقدمة مكونة من 500 جندي برتغالي ومساعدين من همبي بقيادة القبطان لويس بينتو دي ألميدا النهر، ذُبح حوالي 300 رجل في كمين.
أعقبت الهزيمة البرتغالية حملة عقابية في 1905 و1907، ولكن لم تتم «تهدئة» جنوب أنغولا قبل عام 1916.